# Cibotium barometz
|  | Si cerqueu altres usos, vegeu Corder vegetal de Tartària. |

Cibotium barometz és una espècie de falguera de la família Dicksoniaceae. És una planta nativa de la Xina i de la part occidental de la península de Malaca.

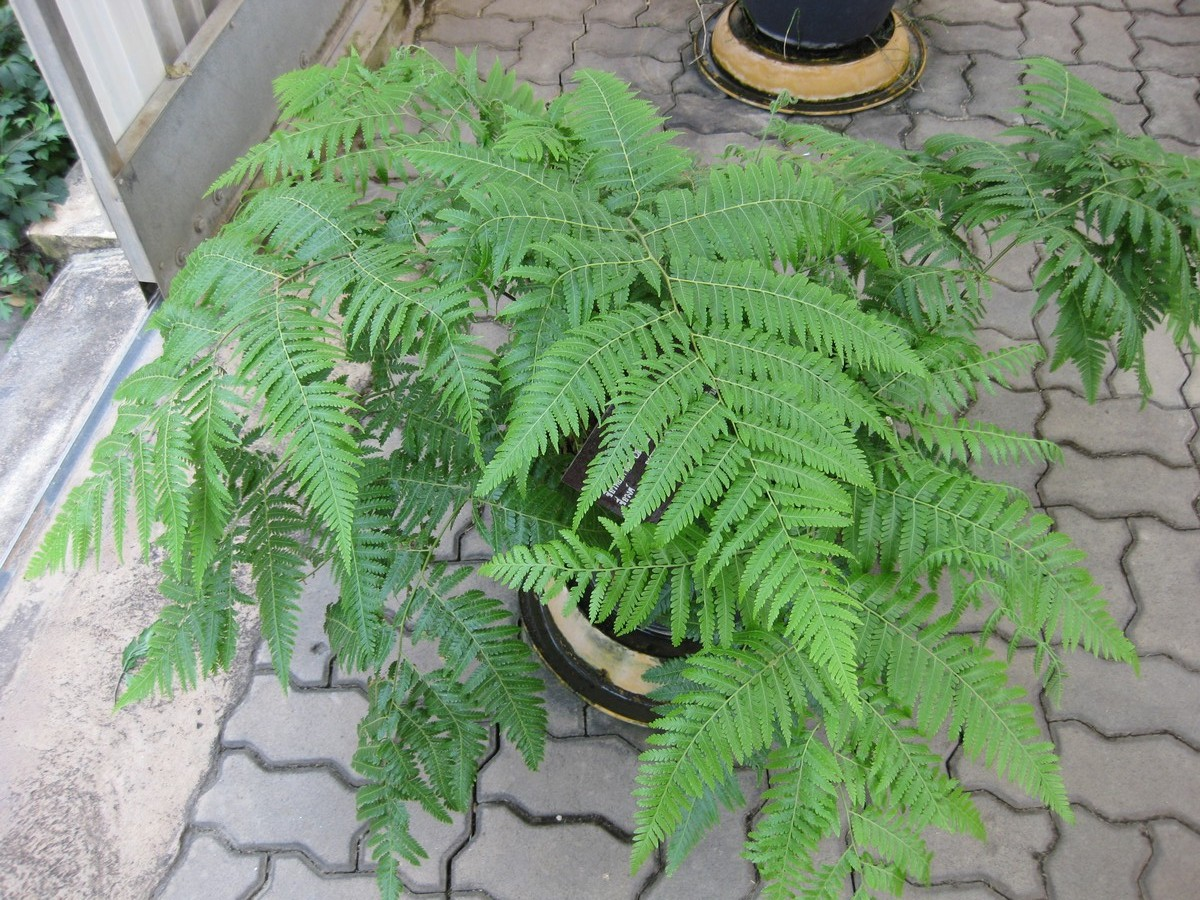
Vista de la planta

## Descripció
Aquesta planta fa com a màxim 1 m quan creix erecta però sovint creix prostrada. Les seves fulles fan fins a 3 m de llargada.

## Propietats
Aquesta falguera es considera com medicinal dins la medicina tradicional i per aquest motiu ha estat molt recollida fins a fer-la menys abundant. Es creu que es tracta del corder vegetal de Tartària dins una llegenda medieval per la seva similitud dels seu rizoma amb la llana dels corders.
La seva arrel s'ha usat com hemostàtic.

## Sinònims
- Aspidium barometz (L.) Willd.
- Dicksonia barometz (L.) Link
- Nephrodium baromez (L.) Sweet
- Polypodium barometz L.[3]